# Hypericum addingtonii
Hypericum addingtonii är en johannesörtsväxtart som beskrevs av N. Robson. Hypericum addingtonii ingår i släktet johannesörter, och familjen johannesörtsväxter. Inga underarter finns listade i Catalogue of Life.